# Football aux Jeux olympiques de 1900
Navigation
Athènes 1896 Saint-Louis 1904

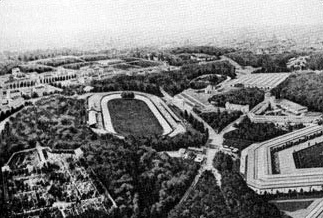
Le Vélodrome de Vincennes est le théâtre des matchs de Foot-Ball.

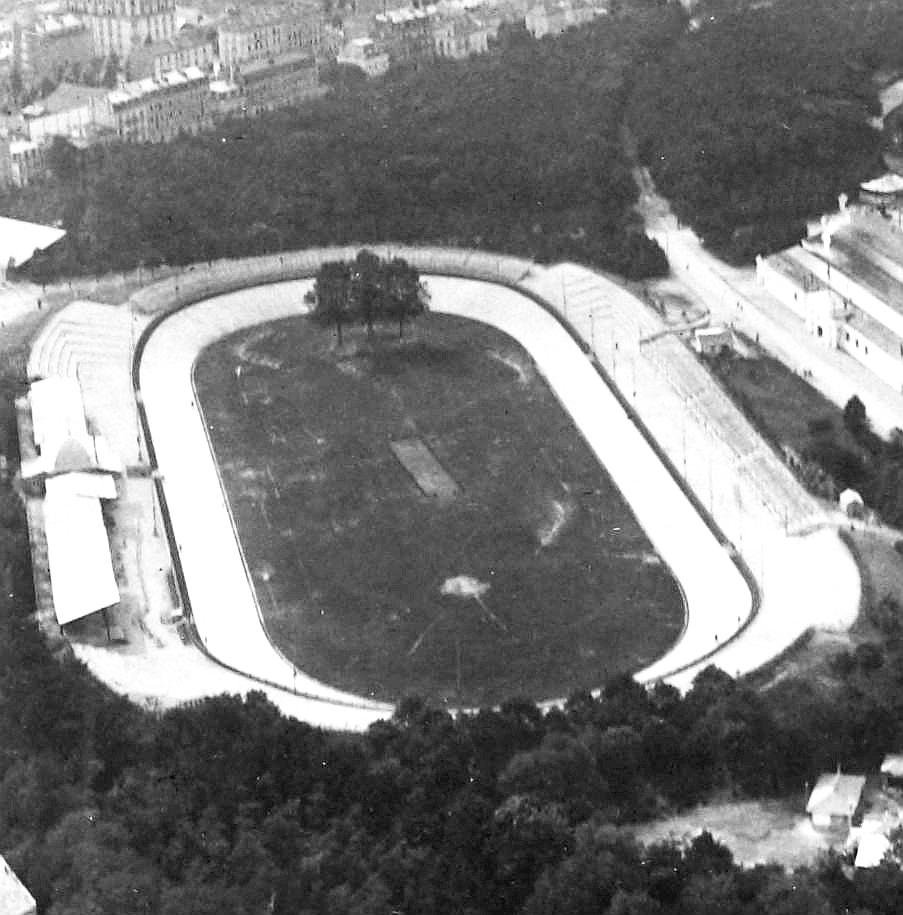
Le stade olympique, vu de plus près.

Le football aux Jeux olympiques de 1900 est un sport de « démonstration » reconnu épreuve olympique a posteriori par le Mouvement olympique.
Deux matchs sont organisés entre trois équipes masculines venues de France, d'Angleterre et de Belgique.

## Préparation de l’événement

### Stade retenu
Le vélodrome municipal de Vincennes est retenu pour la compétition de football : ce stade est une énorme enceinte multifonctionnelle inaugurée en 1896. Créé dans le bois de Vincennes du fait d'une volonté de développer l'Est parisien, les concours sportifs de l'exposition devaient initialement se tenir au bois de Vincennes, desservi par la première ligne de métro parisien et des lignes de tramway électriques installées pour l'occasion. Mais, pour éviter des dépenses excessives et pour faire face au nombre important des épreuves, un tiers[réf. nécessaire] des épreuves est finalement disputé sur d'autres sites.
En plus du football et du cyclisme, le vélodrome accueille par ailleurs les épreuves de tir à l’arc, de cricket, de rugby, de gymnastique.

## Acteurs des Jeux olympiques

### Joueurs
| Fédération Athlétique Universitaire Belge | Club français | Upton Park FC |
| Sélectionneur : Franz König Marcel Leboutte Raul Kelecom Ernest Moreau de Melen Alphonse Renier Gustave Pelgrims (capitaine) Eugène Neefs Eric Thornton Albert Delbecque Hilaire Spanoghe Hendrik van Heuckelum Lucien Londot Camille Van Hoorden | Sélectionneur inconnu Lucien Huteau Louis Bach Pierre Allemane Virgile Gaillard Alfred Bloch Maurice Macaire Eugène Fraysse Georges Garnier André Lambert René Grandjean Fernand Canelle René Ressejac-Duparc Gaston Peltier | Sélectionneur : James Henry Jones Claude Buckenham William Gosling Alfred Chalk T.E. Burridge William Quash Arthur Turner F.G. Spackman J. Nicholas James Zealley A. Haslam (capitaine) |

## Déroulement
Ces épreuves se sont déroulées au Vélodrome Municipal de Vincennes du 20 septembre au 23 septembre, où avaient lieu les Exhibitions mondiales - football, rugby à XV (après les matchs de football), etc. - en parallèle au tournoi olympique proprement dit, dans le cadre de l'exposition universelle.
Deux matchs de démonstration sont disputés.
Le Club français, champion de la ville de Paris en titre et vainqueur de la Coupe Sheriff Dewar, alors entièrement composé de joueurs de citoyenneté française, est désigné pour représenter la France par l'USFSA.
L'équipe belge est formée par la fédération athlétique universitaire belge, ancêtre de la Fédération Sportive Universitaire Belge (FSUB), il s'agit d'une équipe mixte composée de joueurs universitaires et d'une sélection issue de différents clubs.
À chaque match un « objet d'art » est distribué à l'équipe victorieuse, et les joueurs de celle-ci se voient aussi attribuer « un souvenir ».
Des médailles ont été de plus attribuées, a posteriori, par le Comité international olympique.
Contrairement au CIO, la FIFA n'a jamais reconnu officiellement ces tournois olympiques de démonstration disputés par des clubs ou des sélections locales. Pour la FIFA le palmarès olympique débute avec l'édition 1908.

## Galerie

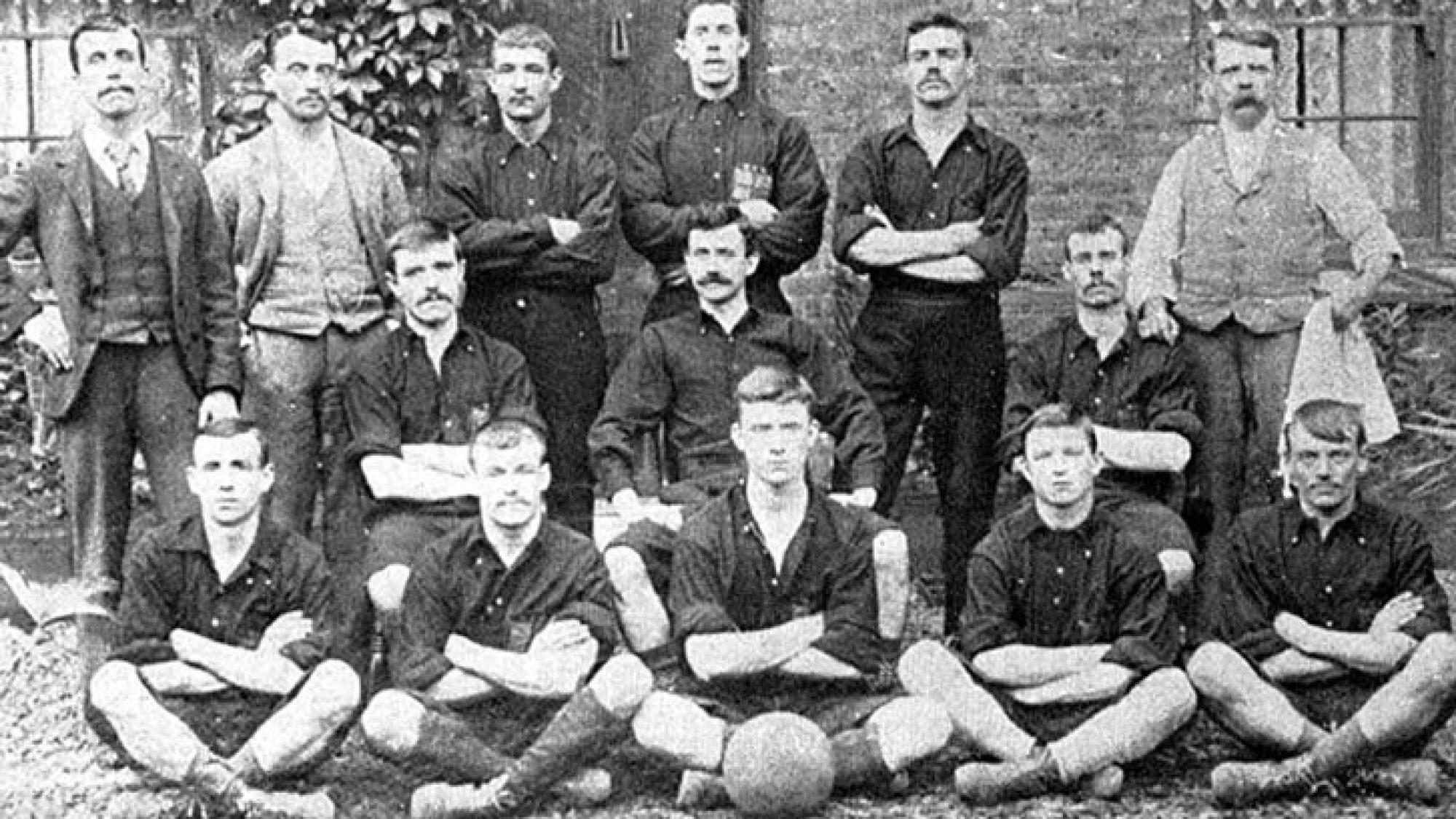
Upton Park FC.
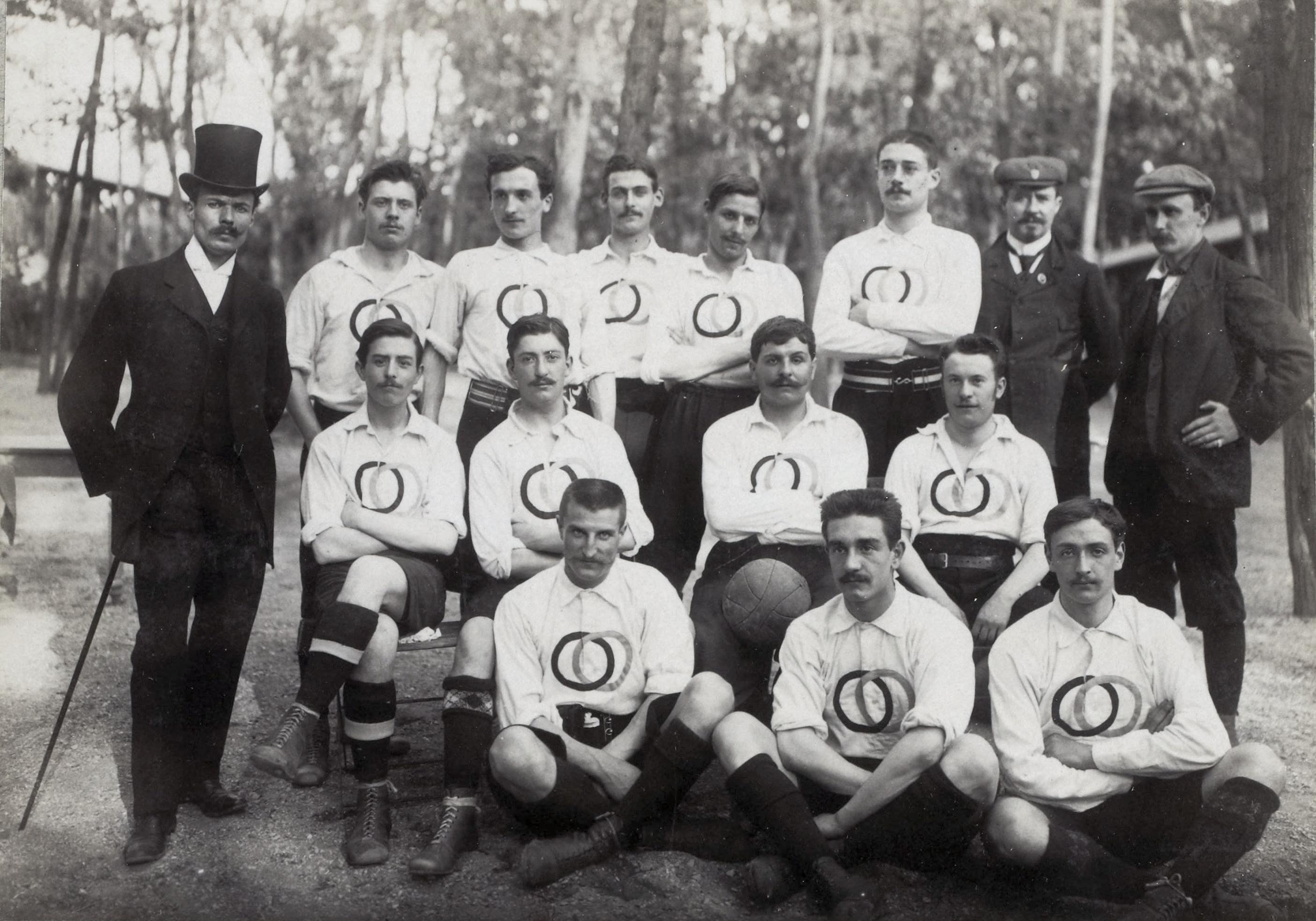
L'équipe française.
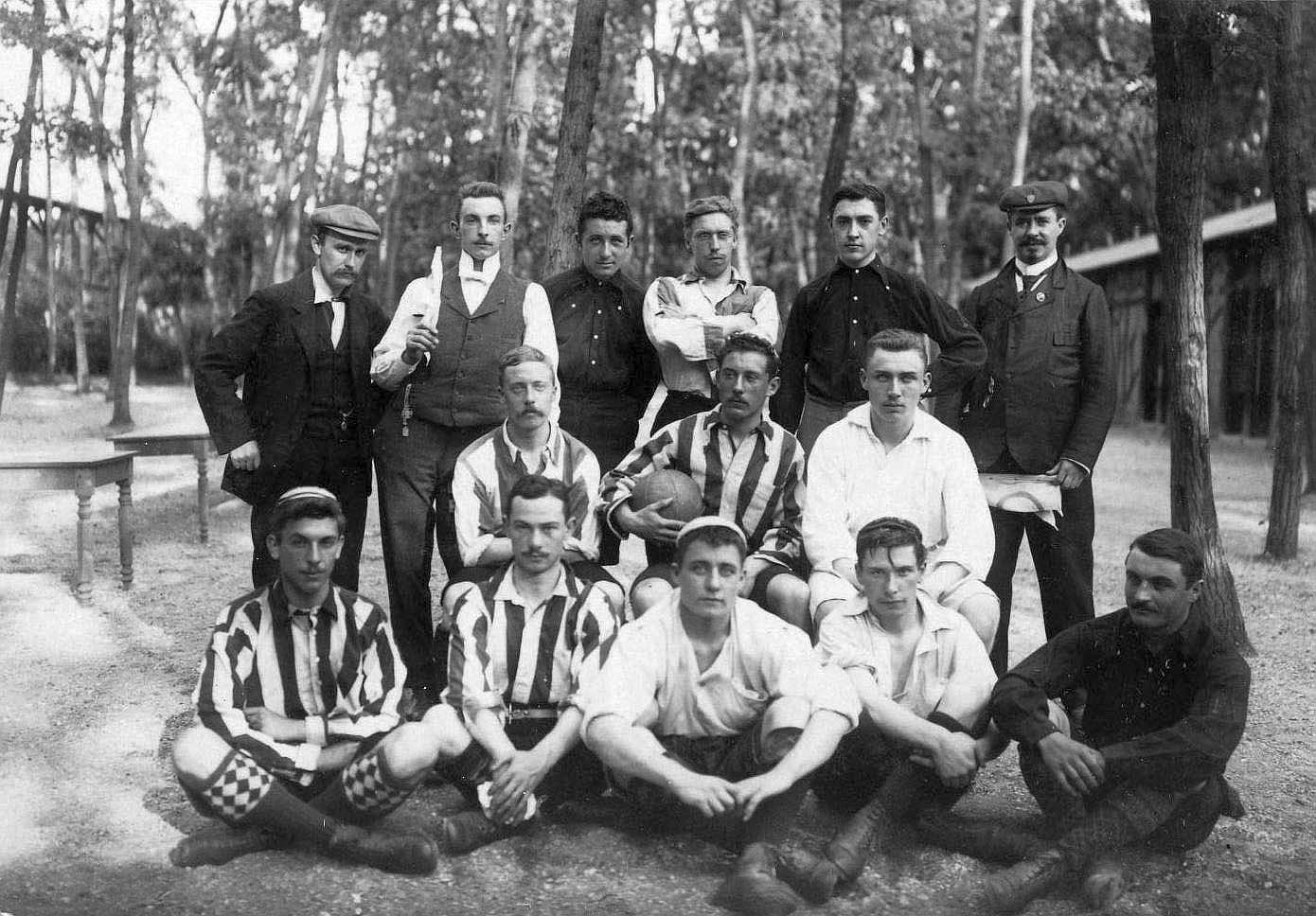
L'équipe belge.

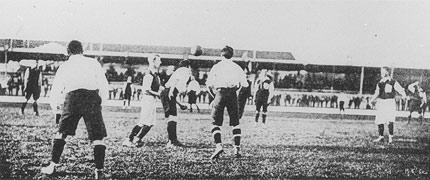
Scènes du match USFSA-Upton Park;
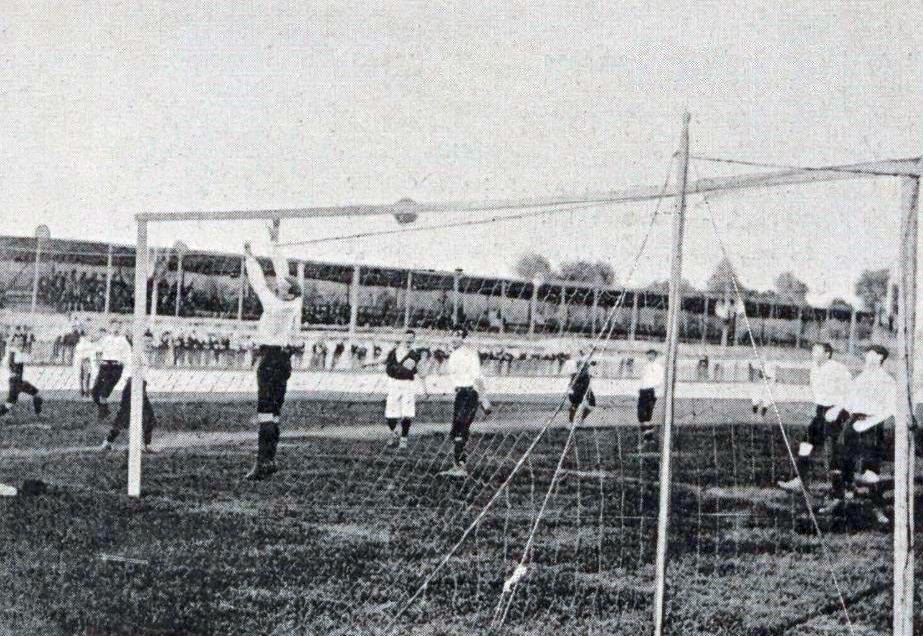
Autre instantané du match;
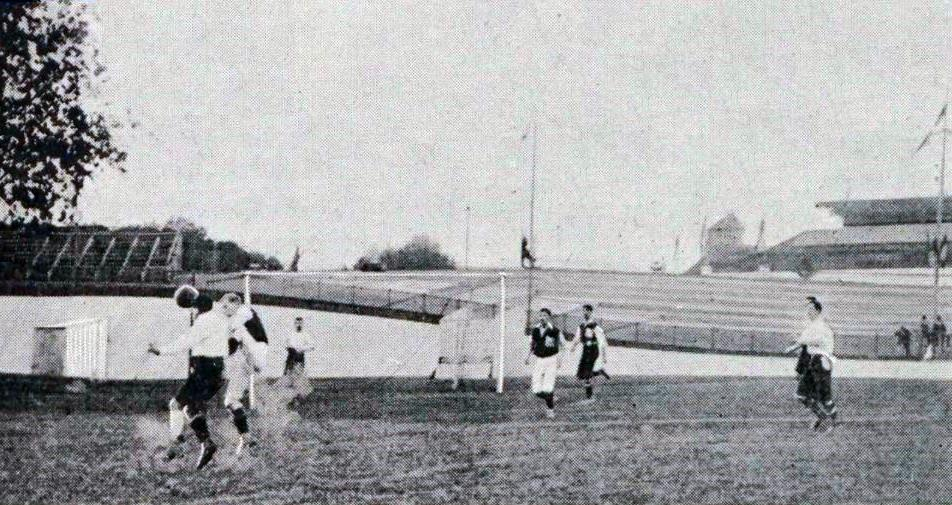
scène devant les buts anglais;
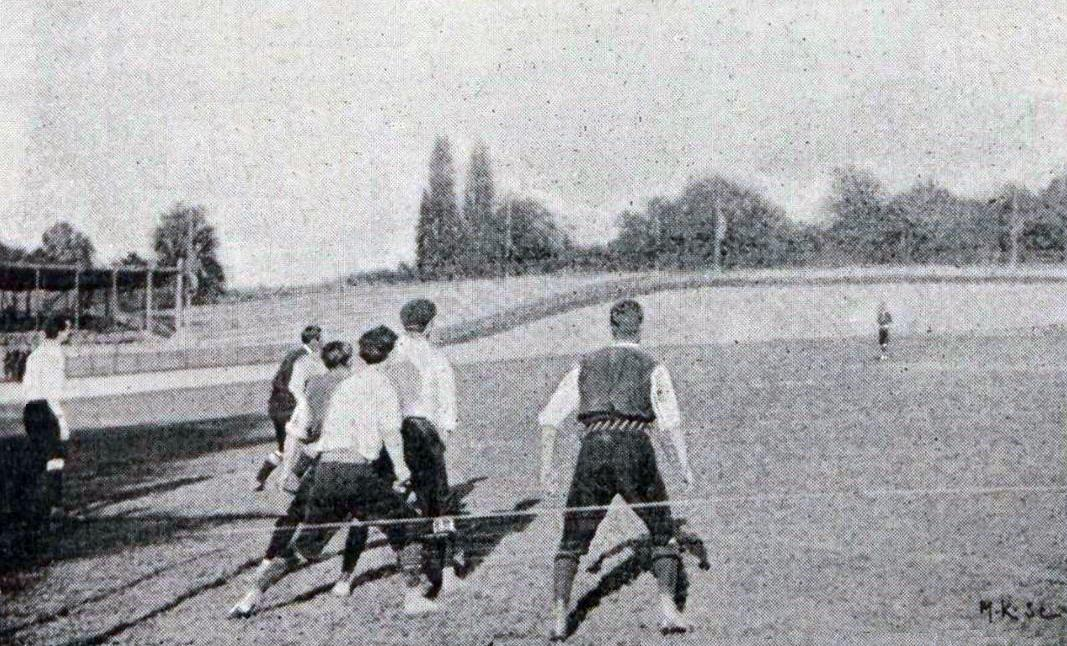
regroupement défensif français;
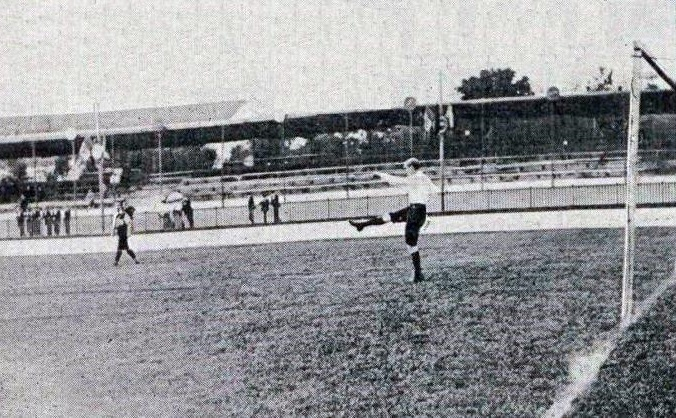
Dégagement du goal anglais.

## Feuilles de match
| Jeudi 20 septembre 1900                                                                             | Club français | 0 – 4                                                                                             | Upton Park Foot-ball Club           |                                                                         |                                                                         |
| |               |                                                                                                   | 10e 49e Nicholas · Turner · Zealley | Vélodrome municipal de Vincennes Spectateurs : 500 Arbitrage : Moignard | Vélodrome municipal de Vincennes Spectateurs : 500 Arbitrage : Moignard |
| Huteau - Bach, Allemane - Gaillard, Bloch, Macaire - Fraysse , Garnier, Lambert, Grandjean, Canelle | Équipes       | Jones - Buckenham, Gosling - Chalk, Burridge, Quash - Turner, Spackman, Nicholas, Zealley, Haslam |                                     | Vélodrome municipal de Vincennes Spectateurs : 500 Arbitrage : Moignard | Vélodrome municipal de Vincennes Spectateurs : 500 Arbitrage : Moignard |

| Dimanche 23 septembre 1900                                                                       | Club français                                                    | 6 – 2 | Fédération Athlétique Universitaire Belge |                                                                            |                                                                            |
|                                                                                                  | Gaston Peltier · inconnu · inconnu · inconnu · inconnu · inconnu | | Spanoghe · van Heuckelum                  | Vélodrome municipal de Vincennes Spectateurs : 1 500 Arbitrage : John Wood | Vélodrome municipal de Vincennes Spectateurs : 1 500 Arbitrage : John Wood |
| Huteau - Bach, Allemane - Gaillard, Bloch, Macaire - Duparc, Garnier , Peltier, Lambert, Canelle | Équipes                                                          | Leboutte - Kelecom, Moreau de Melen - Renier, Pelgrims , van Hoorden - Thornton, Delbecque, Spanoghe, van Heuckelum, Londot |                                           | Vélodrome municipal de Vincennes Spectateurs : 1 500 Arbitrage : John Wood | Vélodrome municipal de Vincennes Spectateurs : 1 500 Arbitrage : John Wood |

## Podium
| 2e Club français | 1er Upton Park FC | 3e Fédération Athlétique Universitaire Belge |